# Picolinezuur
Picolinezuur is een organisch zuur, opgebouwd uit een pyridinering met een carboxygroep in positie 2. Het is een isomeer van nicotinezuur, dat de carboxylgroep in positie 3 heeft.
Picolinezuur komt in het menselijk lichaam voor; het is een van de omzettingsproducten van tryptofaan. Het fungeert in het lichaam als chelatiemiddel voor mineralen en sporenelementen als zink, mangaan, koper en chroom en vergemakkelijkt het transport van deze mineralen. Zinkpicolinaat wordt gemakkelijk opgenomen in het darmkanaal en zo naar de bloedsomloop getransporteerd, en is daarom verkrijgbaar in diverse voedingssupplementen.
Het complex chroom(III)tripicolinaat is lipofiel en versnelt de aanmaak van vetvrije (spier)massa. Vandaar dat dit chroompicolinaat een populair voedingssupplement is geworden, met als argument dat het de vetverbranding en de spiervorming stimuleert. Er zijn echter aanwijzingen dat het veelvuldig gebruik ervan gezondheidsrisico's kan meebrengen. Chroompicolinaat is een stabiele verbinding die in de cellen kan binnendringen, en die in staat is gebleken DNA in de celkern te beschadigen. Bij proeven op fruitvliegjes is ook gebleken dat chroompicolinaat erfelijke afwijkingen kan veroorzaken.
Picolinezuurderivaten worden gebruikt in de synthese van farmaceutische en fytofarmaceutische producten zoals de herbiciden aminopyralid, clopyralid en picloram.